# Баламандский университет
Балама́ндский университе́т (араб. جامعة البلمند‎, фр. Université de Balamand) — частный светский университет, расположенный в районе эль-Кура, провинции Северный Ливан, Ливан. Создан в 1988 году группой верующих Антиохийской православной церкви во главе с Патриархом Игнатием IV.

## История
Баламандский монастырь многие годы являлся крупным центром религиозной мысли и православного богословия. Ещё в 1832 году архимандрит Афанасий (Касир) основал школу для священнослужителей в этой обители, которая закрылась в 1840 году. Её возобновление произошло в 1900 году. В 1914 году из за войны семинария была закрыта, но частично восстановила свою деятельность в промежутке между двумя Мировыми войнами. Расцвет деятельности школы начался после назначения её ректором в 1962 году епископа Пальмирского (с 1966 года — митрополита Латтакийского) Игнатия (Хазима), благодаря которому уровень образования значительно повысился, а студенты, число которых удвоилось, по окончании обучения стали получать степень бакалавра.
Под руководством митрополита Игнатия (Хазима) в 1970 году семинария при Баламанском монастыре была преобразована в Богословский институт святого Иоанна Дамаскина. 7 октября 1971 года состоялось торжественное открытие.
В связи с развитием учебного заведения было решено раздвинуть рамки преподавания сугубо религиозных дисциплин. Согласно плану куранского инженера Элиаса Аби Шахина, созданному в 1983—1987 годы, в разгар гражданской войны в Ливане, Патриарх Антиохийский Игнатий IV принял решение о строительстве на Баламандском холме, полностью находящемся в ведении Антиохийского Патриархата, университета и университетского городка. Реализация проекта началася вскоре после одобрения со стороны правительства в 1988 году.
4 июня 1988 года по инициативе Антиохийского Патриарха Игнатия IV Президентом Ливанской Республики был издан указ об открытии в монастыре факультета словесности и гуманитарных наук. Был образован Баламандский университет, получивший статус частного, некоммерческого, светского образовательного учреждения. В новосозданный институт на правах учебного подразделения вошла созданная в 1937 году Ливанская академия изящных искусств. Институт богословия имени святого Иоанна Дамаскина продолжил свою деятельность как факультет нового университета. В состав Баламандского университета вошло несколько факультетов, на которых готовятся специалисты в области богословия, медицины, управления и бизнеса, архитектуры, искусства и других. Митрополит Филипп (Салиба) так сказал об университете «Хотя Баламандский университет был основан православными христианами, он предназначен для всех людей и служит для преодоления разделений между представителями различных этносов и религий. Многие студенты обеспечиваются стипендиями, которые предоставляет университет».
В ноябре 2005 года Баламандскому университету была присуждена премия Международного Фонда единства православных народов «За выдающуюся деятельность по укреплению единства православных народов».
Основной кампус Баламандского университета расположен в Баламанде, ещё два — в Бейруте; кампус в Син-эль-Филе занимает Ливанская академия изящных искусств; в другом, поблизости, расположена больница Святого Георгия в Ашрафии, где располагается Факультет медицины и медицинских наук.

## Факультеты
Баламандский университет, начиная с 2000 года, включает в себя девять факультетов. В скобках указан язык обучения.
- Ливанская академия изящных искусств (Found in both the main campus and Sin el Fil) (французский, английский)
- Богословский институт святого Иоанна Дамаскина (арабский, английский, греческий)
- Факультет гуманитарных и социальных наук (английский, французский, арабский)
- Факультет бизнеса и менеджмента (английский)
- факультет естественных наук (английский)
- Инженерный факультет (английский)
- Institut Universitaire de Technologie — ISSAM M. FARES (английский, французский)
- факультет медицины и медицинских наук (Found in both the main campus and the Achrafieh campus) (английский, французский)
- Факультет библиотечных и информационных исследований (английский)
- Факультет последипломного медицинского образования Святого Георгия (Found in the Achrafieh campus) (английский)